# Koepelkerk (Willemstad)

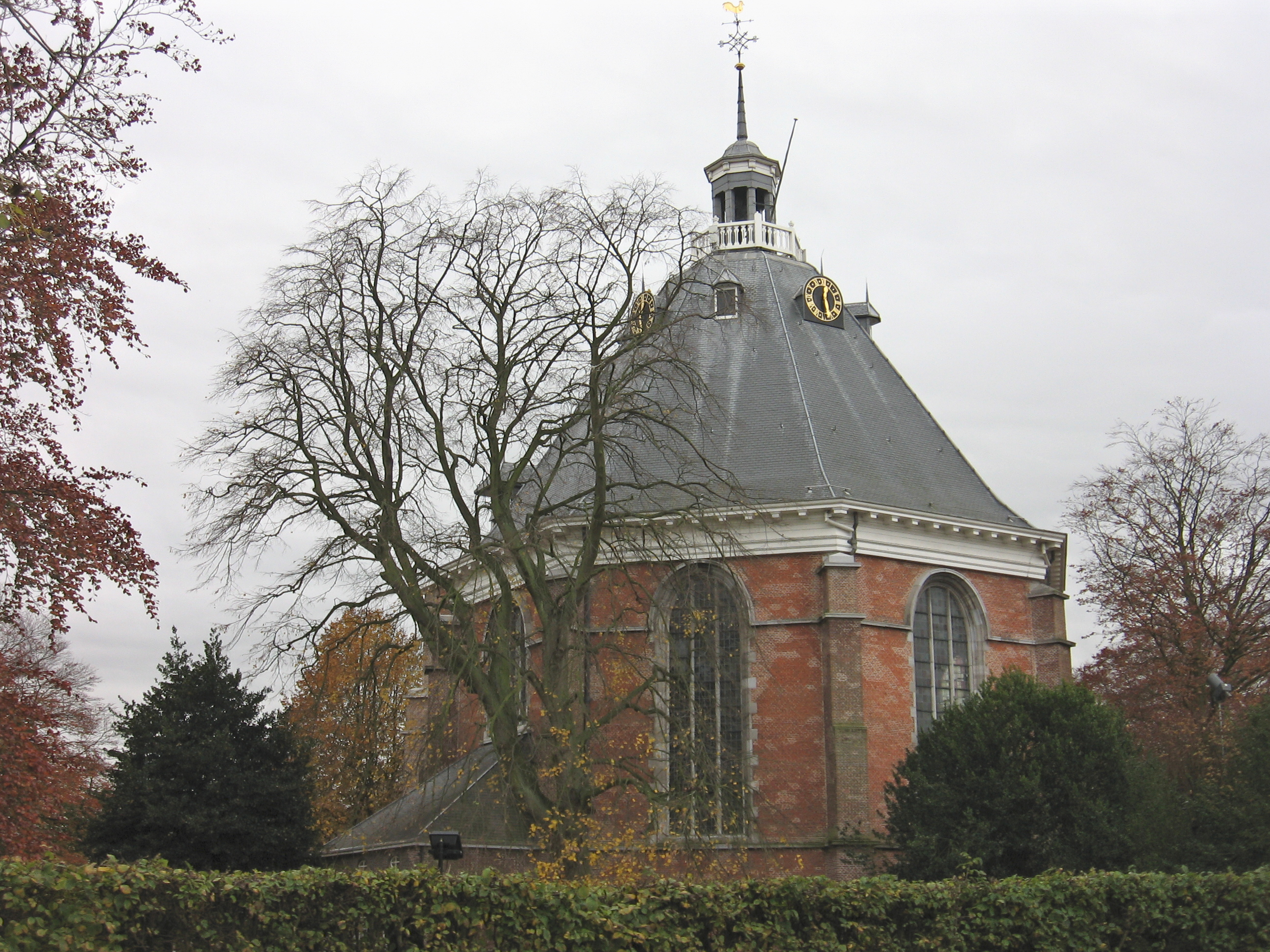
Kuppelkirche in Willemstad, Jahr 2019

Die Kuppelkirche (nl: Koepelkerk) im niederländischen Ortsteil Willemstad der Gemeinde Moerdijk in der Provinz Nord-Brabant ist die erste im ganzen Land errichtete protestantische Kirche. Sie setzte neue Gestaltungsmerkmale für protestantische Kirchengebäude und steht seit 1970 unter Denkmalschutz.

## Lage

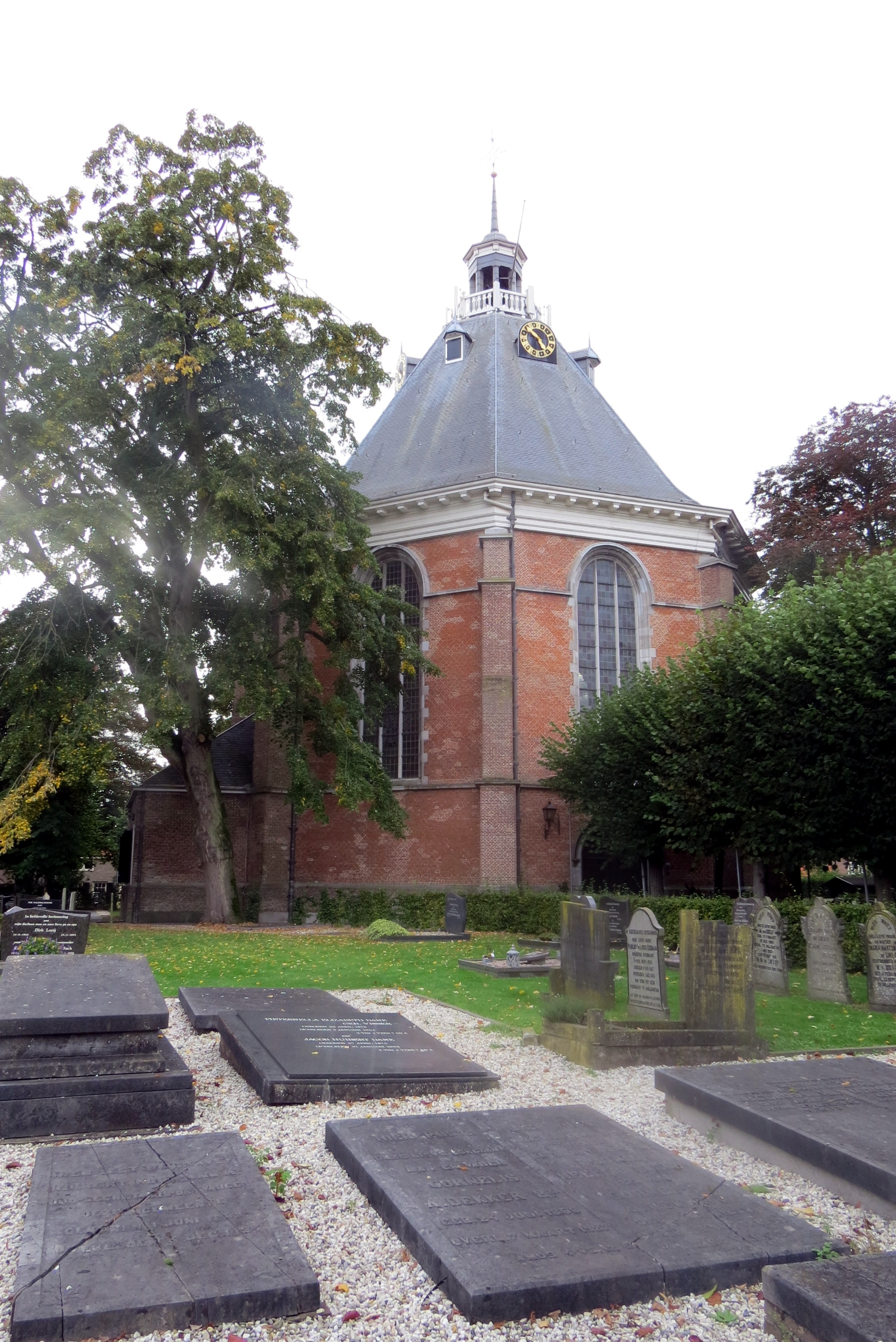
Friedhofsteil mit Blick auf die Kirche

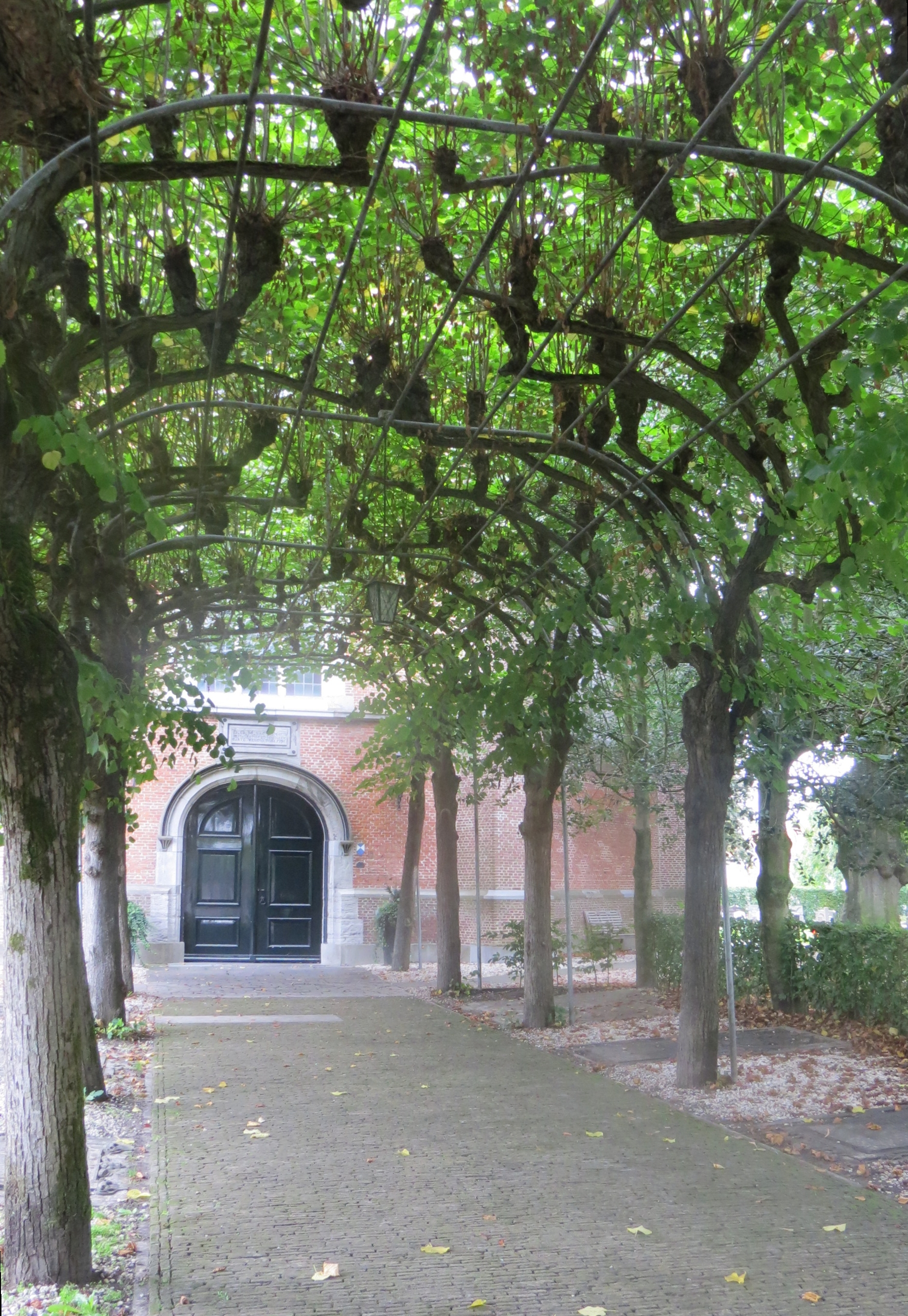
Zuweg zum Kirchenportal

Das Kirchengebäude befindet sich inmitten eines 7300 m² großen fast quadratischen Areals im Zentrum der Stadt. Der Zugang erfolgt von der Straßenmündung Hoofstraat–Landpoortstraat mit der Vorstraat und trägt die Adresse Kerkring 19. Die Kirche wird umgeben vom Friedhof der Gemeinde, auf dem alle Bestattungen stattfinden. Ein rund um das Kirchengelände verlaufender Wassergraben begrenzt die Grundstücksfläche. Zur Kirche gelangen die Besucher über eine kleine Brücke und einen Weg, der als Laubengang angelegt ist.

## Vorgeschichte
Zunächst hatten die Bewohner des ab dem Jahr 1565 in Poldern angelegten Dorfes Ruigenhil (aus dem nach Errichtung der Festung der Ort Willemstad wurde), neben den Wohnbauten auch einen Kirchfriedhof eingerichtet. Außerdem wurde der Bau einer katholischen Kirche geplant, doch wegen fehlender Finanzierung nicht realisiert. Die Gläubigen kamen vorerst im Raum des Försters, einer Art Gerichtsvollzieher, zum Gottesdienst zusammen. An den Arbeitstagen diente der vordere Raum dieses Hauses am Friedhofring als Schankraum, das hintere Haus als Gefängnisraum. Im März 1569 wurde ein vom Pastor von Fidschnaart auf dem Friedhof gebautes Haus an die Kirchengemeinde zur Durchführung der Messe vermietet.
Im Jahr 1574 besetzten die aufständischen Wassergeusen das Dorf Ruigenhil, das von Wilhelm von Oranien zur Festung ausgebaut und nach dessen Ermordung in Willemstad umbenannt wurde. Der katholische Pfarrer wurde vertrieben und die protestantische Religion wurde eingeführt. Für die wachsende Zahl der Protestanten sollte ein entsprechendes Sakralgebäude unter Nutzung der vorhandenen Kirchbaufläche im Zentrum des Friedhofs entstehen. Doch der Gemeinderat wünschte zunächst den Bau eines repräsentativen Rathauses und stellte dort den großen Raum im Erdgeschoss für die Kirchdienste zur Verfügung; eine Kanzel wurde installiert und eine kleine Kirchenglocke gekauft.
Prinz Maurits, der Sohn und Nachfolger von Wilhelm von Oranien, förderte ab 1586 den Bau einer eigenen Kirche durch Bereitstellung eines Startguthabens von 7000 Gulden. Er verband seine Subvention mit der Bedingung, dass der Grundriss achteckig oder rund werden sollte, im Gegensatz zu den katholischen Kirchen, deren Grundrisse üblicherweise kreuzförmig waren. Da dies der erste protestantische Kirchen-Neubau in den Niederlanden war, wurde diese achteckige Form an einigen Orten übernommen, beispielsweise bei den Wallonischen Kirchen in Maastricht und Vaals und der Wallonisch-Niederländische Kirche in Hanau.
Auf Wunsch des Schatzmeisters Jasper van Kinschot vom Prinzen entwarf dessen Maurer Andries de Rooij (auch de Roy) 1590 einen achteckigen Kirchenbau für den Ort und legte einen Kostenvoranschlag dazu vor. Auf Basis dieser ersten Skizzen wurde 1594 der Middelburger Zimmermann Adriaan de Muyr beauftragt, einen konkreten Entwurf für ein Kirchengebäude einzureichen. De Muyr fertigte ein Holzmodell des geplanten Gotteshauses an, das im September 1594 per Schiff im Ort eintraf und im Rathaus gezeigt wurde. Dieses Modell fand jedoch nicht die Zustimmung der Ratsherren und der Kirchengemeinde, ein zweites Modell musste her. Das traf im Juli 1595 ein und wurde wieder im Rathaus ausgestellt, auch dieses gefiel nicht. Bis zum tatsächlichen Bauauftrag entstanden noch zwei weitere Modelle. Das letzte hatte nun gegenüber den Vorgängern eine größere Grundfläche und zeigte einen viereckigen Turm als Bauwerksergänzung. Als Baumaterialien sollten Backsteine verwendet werden, zum Verzieren einiger Fassadenteile auch harter Blaustein aus Namur, den der Steinmetz Coenraet van Norenburch liefern wollte. Das schlug mit zusätzlichen Kosten von rund 6000 Gulden zu Buche.
Aufgrund der komplizierten und langwierigen Vorgänge sowie der Hinzuziehung mehrerer Personen ist nicht ganz klar, welcher der drei (De Rooij, Van Norenburch oder De Muyr) der eigentliche Architekt der Kirche ist. Als wahrscheinlich gilt, dass De Rooij die Bauform bestimmte, De Muyr das hölzerne Zeltdach gestaltete und Van Norenburch die harten Steinfenster und das Portal entwarf und ausführte.
Vor Baubeginn erfolgten auf dem Friedhofsgelände umfangreiche Baugrunduntersuchungen, weil das gesamte Dorf ja auf feuchtem Untergrund angelegt worden war (Ton auf Torf).

## Auftragsvergabe und Bau
Im November 1596 wurden in Den Haag Bauaufträge für Maurer- und Steinmetzarbeiten ausgeschrieben und vergeben. Sie gingen an Coenraet Van Norenburch, den oben genannten Steinmetz aus Dordrecht, Cornelis Verhoeven, Maurer aus Rotterdam und Jan (Janszn.) Orguel, ebenfalls Steinmetz aus Delft. Andries de Rooij war inzwischen bei dem Prinzen als Befestigungs-Bauingenieur fest angestellt. Im Jahr 1597 erhielten die gleichen Personen auch den Auftrag zur Errichtung des Turmes.
Der Bau des Kirchengebäudes begann wegen massiver finanzieller Belastungen des Ortes erst am 12. Oktober 1601. Zur Baugrundstabilisierung tauschten die Arbeiter einen Teil der obersten Schicht der Friedhofserde gegen eine Decke aus Maas-Kalk aus Delft aus. Dahinein wurden im Februar 1602 zahlreiche Eichenpfähle geschlagen, die ersten Gerüstteile und die Backsteine wurden aus Leiden angeliefert. Nun begannen die Maurerarbeiten.
Am 13. März 1605 forderte der Amtsrichter Cornelis Verhoeven auf, die Arbeit an dem Glockenturm einzustellen, dessen Fundament inzwischen vier Fuß hoch war. Der genaue Grund des Baustopps ist nicht bekannt, Historiker vermuten unter anderem die nachträgliche Sorge um die Standfestigkeit des Turmes, der 30 Meter höher als das Kirchengebäude werden sollte, ein beeinträchtigtes Gesamtbild von Kirchenbau und Turm (der sich ja vom Stadtzentrum abgewandt hätte) oder auch die stetige Geldknappheit. Es könnten auch mehrere Gründe gleichzeitig gewesen sein. Der Maurer erhielt für die ausgefallenen Arbeiten eine finanzielle Entschädigung von der Ortsverwaltung. Jedenfalls musste nun auf dem Dach ein Turm errichtet werden. Die Kirchenbauherren entschieden sich für eine Kuppellaterne, die zwei Glocken aufzunehmen und das Kreuz zu tragen hatte.
Im Sommer 1605 wurde die am Boden vom Zimmerer Adriaen Diericxz aus Delft vorgefertigte Kuppel aufgesetzt. Das Uhrwerk von Thomas Both, in Utrecht 1588 hergestellt, erhielt den vorgesehenen Platz in der Dachrundung. Schließlich wurden die Kirchenglocken, 1605 von Cornelis Ammeroy in Amsterdam gegossen, zum Glockenstuhl in der Mitte der Dachlaterne aufgezogen.
Nach dem Einbau der eichenen Kanzel und der Bänke in den Kirchenraum wurde am 21. August 1607 die Einweihung der Kirche gefeiert.

## Geschichte 1607–1998

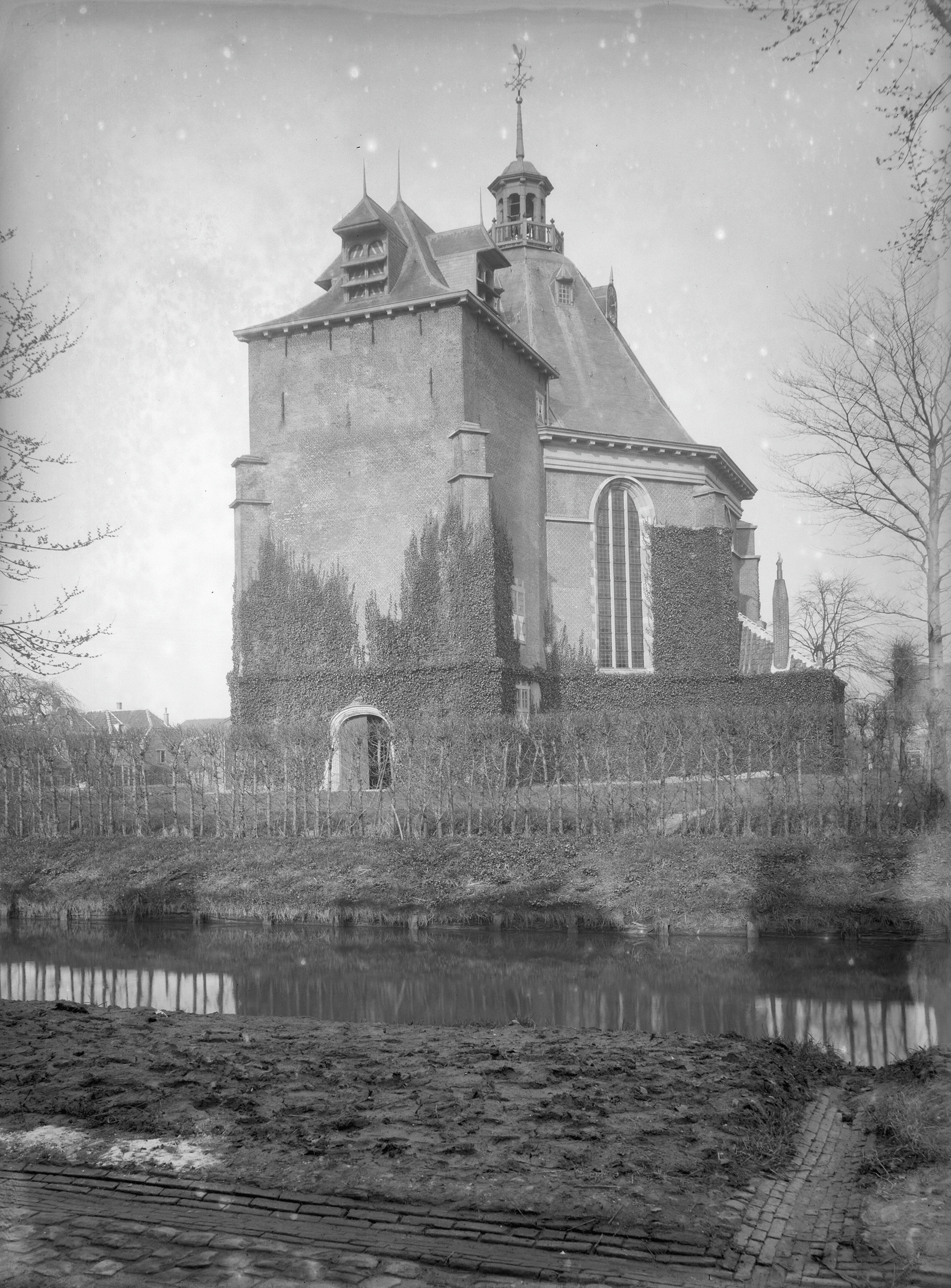
Kirche mit Sakristei, im Jahr 1926, Ansicht von Nordosten

Auf der Südostseite der Kuppelkirche wurde 1657 aus dem Nachlass von Theuntje Penningsbrood eine hölzerne Sakristei errichtet, die dem Ablegen der Waffen oder Kleidung der Kirchenbesucher dienen sollte. 1694 ließ die Kirchengemeinde die Sakristei durch einen Steinbau ersetzen.
Im Jahr 1773 (nach einer anderen Quelle 1775) erhielt die Kirche eine Orgel, gestiftet von Prinz William V., der Kaufpreis wurde aus den königlichen Steuereinnahmen von Willemstad beglichen.
Erstmals wurde die Kirche 1789–1791 restauriert (laut Schlussstein über dem Tor am Wassergraben). Gleich darauf fügte die Napoleonische Armee dem Gotteshaus und dem gesamten Ort durch Beschuss großen Schaden zu. Alles konnte in den folgenden Jahren repariert werden.
Aus dem 19. Jahrhundert sind keine auf die Kirche bezogenen Ereignisse überliefert.
Im Herbst 1944, im Zweiten Weltkrieg, als die Deutsche Wehrmacht sich gegen die anrückende US-Armee verteidigte, erlitt das Bauwerk durch direkten Beschuss wieder starke Schäden, die nach Kriegsende (das hier am 5. Mai 1945 erfolgt war) ab 1948 beseitigt wurden. Die Regierung hatte dafür einen Betrag von 125.000 NLG bereitgestellt. Die Wiedereinweihung des Kirchengebäudes war zum 7. September 1950 geplant, wofür bereits Einladungen an Honoratioren der Stadt verschickt worden waren. Ein letzter Rundgang hatte gezeigt, dass es im Dach zwischen Kirche und Turmaufsatz ein Loch gab, das nun noch rasch geschlossen werden musste. Bei dieser Instandsetzung kam es durch eine Verkettung unglücklicher Umstände in Verbindung mit einem starken Wind zu einem verheerenden Brand. Innerhalb einer Stunde stand das gesamte Gebäude in Flammen und brannte vollständig aus. Nur die Umfassungsmauern waren stehen geblieben. Die Orgel, Kanzel, der massive 16-armige Messingkronleuchter – alles Mobiliar einschließlich der Herrenbänke sowie der beiden Texttafeln mit den Zehn Geboten waren vernichtet.
Der Brand führte auch zum Absturz des Turmhahns und der beiden Glocken, die dabei schwer beschädigt wurden. Übriggeblieben waren das Abendmahlssilber und das Wappen über der Orgel, weil diese während der Renovierung ausgelagert worden waren.
Sofort begann der Neuaufbau, verbunden mit der Beschaffung neuer Ausstattungsstücke: eine 1659 gefertigte Kanzel aus einer reformierten Kirche in Hoogvliet sowie Bänke aus der Zeit um 1670 aus dem (dann im Jahr 1951 abgerissenen) Gotteshaus in Graft wurden angekauft und aufgestellt. Eine der beiden Glocken wurde repariert und wieder im Turm aufgehängt. Am 28. November 1952 erfolgte die Wiedereröffnung des Gotteshauses.

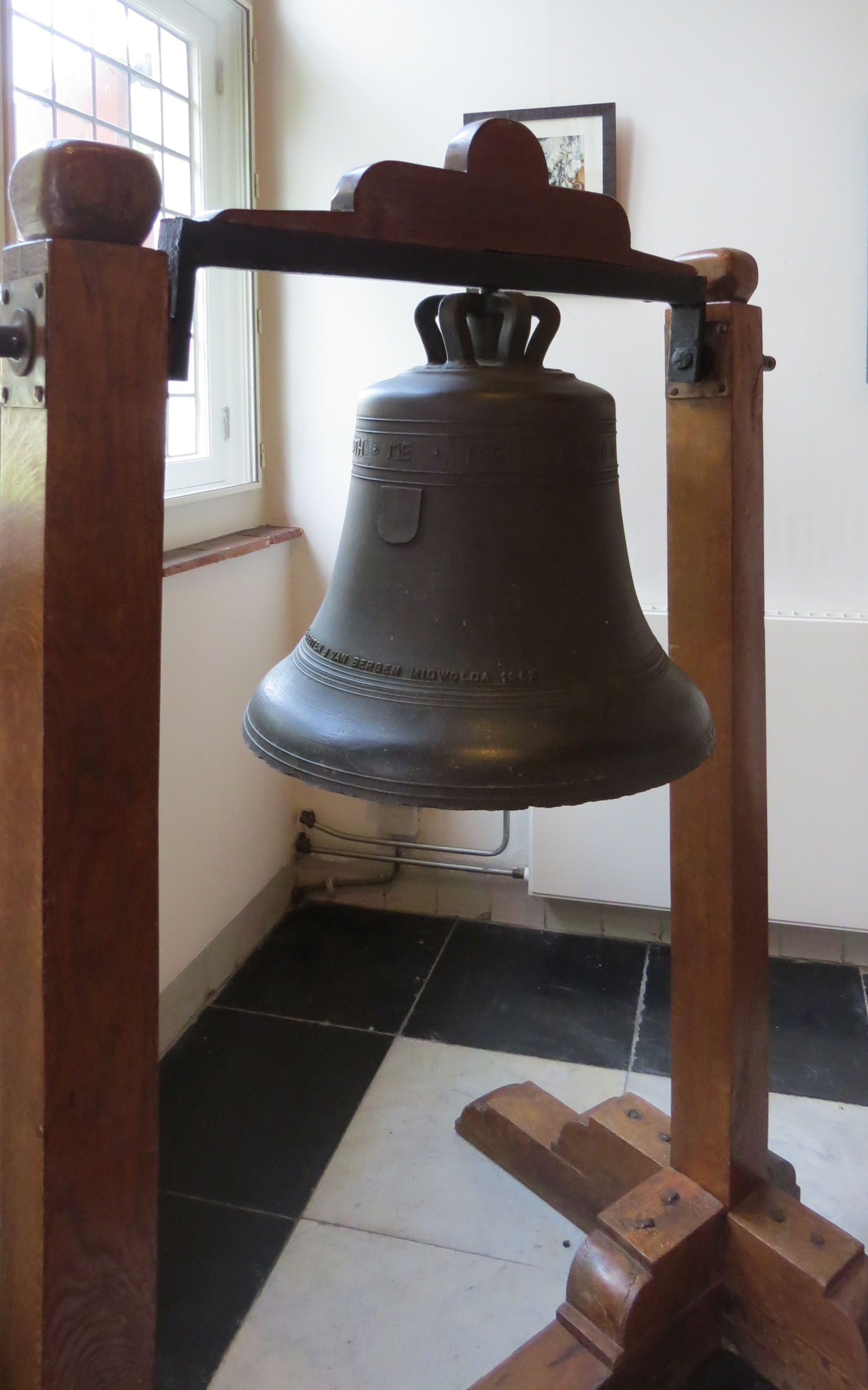
Uhrenglocke aus der Koepelkerk von Willemstad in der Halle des Moritz-Museums

Die Glocke für das ebenfalls beschädigte Uhrwerk (Gießer van Bergen aus Mittwald) wurde nicht wieder an ihren Platz gebracht, sondern kam in die Eingangshalle des Mauritiushuis’ in Willemstad, dem früheren Landsitz des Prinzen Mauritius.
Die letzten umfassenden Sanierungsarbeiten an und in der Kirche erfolgten 1996/1997.

## Architektur
Die Hallenkirche ist ein aus roten Backsteinen errichteter Zentralbau mit achteckigem Grundriss und einem ebenfalls achteckigen Spitzhelm überdacht. In der Dachmitte schließt die Laterne das Bauwerk ab, um die sich ein offener Aussichtsgang herumzieht. Der Turm kann zeitweise bestiegen werden. In ihm befindet sich eine kleine Ausstellung zur Geschichte des Gebäudes. Das Dach ist mit grauen Dachziegeln gedeckt.
Auf dem geschwungenen Dach der Laterne erhebt sich ein mehrere Meter hohes metallenes Kreuz mit einem Wetterhahn. Im oberen Teil des achteckigen Kirchendaches sind rundherum Dachgauben zur Belichtung des Kirchenraumes eingefügt. An vier gegenüberliegenden Seiten ersetzten die Zifferblätter einer Turmuhr diese Gauben. (Das um 1951 erneuerte Uhrwerk wird elektromechanisch angetrieben.)
Mit diesem Kirchenbau entstand ein einziger großer Andachtsraum, ein Chor mit Altar oder Kapellen waren nicht vorgesehen. Die Kanzel bildet den Mittelpunkt. Der traditionelle kreuzförmige Grundriss für christliche Kirchen wurde aufgegeben, dafür entstand eine Hauptachse vom Portal bis zum gegenüberliegenden Mauerwerk des Gebäudes. Diese Achse geht durch die Kanzel mit dem Taufgarten. Die exakte Ostung des Gotteshauses entfiel damit auch, seine Lage musste sich vielmehr den örtlichen Gegebenheiten anpassen.
An der Südwestseite des Gebäudes ist die Sakristei angefügt.
Der Portalrahmen und die Fensterecken sind mit Namurstein gefasst. Portal und Fenster sind als Halbrundbogen ausgeführt, das Türblatt des Rundportals ist mit Kupfer beschlagen.
Die sechs hohen schmalen Fenster sind kleinsprossig und tragen in der Mitte je ein gläsernes farbiges Wappen. Diese sind (von den Bänken aus gesehen):
(1) links neben der Kanzel das Wappen des Ruigenhil-Polders, (2) rechts das Wappen von Oranje, (3) rechts neben der Orgel das Wappen von Brabant, (4)  gegenüber der Kanzel das Wappen von Willemstad mit dem Spruch „Fortitudo Mea Deus“ (dt.: Gott ist meine Festung), (5) links neben dem Portal befindet sich das Wappen des Polders Heijningen und schließlich zeigt das Fenster über dem Eingang (6) das Siegel der Kirchengemeinde mit dem Zitat: „Wilmst: Animus. Non Munera“.
Die ursprünglichen Darstellungen zeigten die Wappen von Prinz Mauritius, die der Staaten Holland, Utrecht, Zeeland und der Stadt Middelburg, sowie die der Polder Ruigenhil, Heijningen und des ersten Gouverneurs von Willemstad. Die genannten Personen, Städte und Länder hatten den Kirchenbau unterstützt. Im Jahr 1733 wurden die Glasornamente durch die oben genannten ersetzt. Die abgenommenen Buntglaswappen kamen als Mosaik in zwei der Fenster. (Dieses Mosaik fiel den Zerstörungen von 1944 bzw. 1950 zum Opfer.)
Der Innenraum ist mit halbkreisförmigen toskanischen Wandpilastern gegliedert.
Die hölzerne Decke des Kirchenraumes wird von einem Kreuzrippengewölbe getragen, das sich auf Pfeilerstümpfe an der Innenwand abstützt.
Der Schlussstein im Zentrum der Decke, wo die Kreuzrippen zusammenlaufen, hat die Gestalt einer Sonne, aus deren sternförmiger Mitte ein Kronleuchter herabhängt. Die Deckenflächen waren anfänglich blau gestrichen und symbolisierten damit ein Himmelsgewölbe. Seit 1952 sind sie schlicht weiß.

## Ausstattung

### Kanzel, Sitze und weiteres

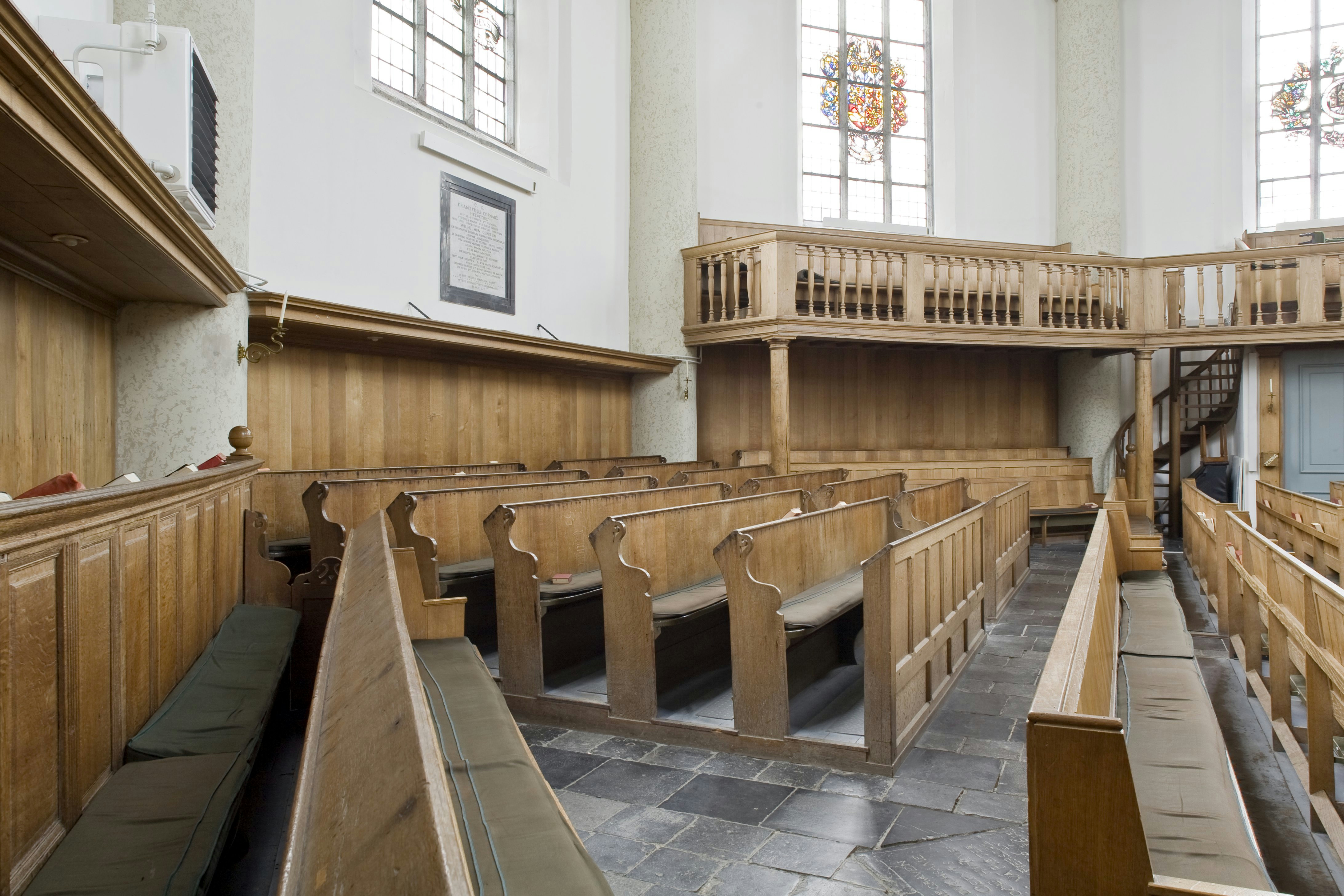
Kirchgestühl, Empore, Fußboden

Das Kircheninnere enthält nur wenige Originalausstattungsstücke, weil vor allem die aus Holz bestehenden Teile bei dem Kirchenbrand von 1950 verlorengegangen sind (siehe unter Geschichte 1950).
Alle Wände im Kirchenraum sind geweißt und schmucklos.
Rund um die Kanzel bildet eine Bankgruppe auf einem Podest, das mit einer hölzernen niedrigen Wand vom Rest des Kirchenraumes abgetrennt ist, einen Taufgarten. Der Zugang für die Täuflinge erfolgt durch das kupferne Tauftor, das mit Reliefs von Schlangen und Seemonstern geschmückt ist. Dieser „Garten“ wurde früher auch für die Abendmahlsfeier genutzt.
Beiderseits des Taufgartens befinden sich Herrenbänke. Diese sind/waren dem Dorfrichter und dem Gouverneur mit seinen Offizieren vorbehalten. Die nun im Kirchenraum vorhandenen Bänke sind Nachausstattungen, weil auch das Gestühl dem großen Brand 1950 zum Opfer fiel. Sie wurde aus einer Kirche von Graft erworben.
Über der rechten Bank ist ein geschnitzter Fries zu sehen, der auf das Evangelium nach Matthäus, Kapitel  22, Vers 15–22, Bezug nimmt.
Die Frauen der Honoratioren hatten ihre eigenen Bänke in der Nähe des Taufgartens. „Normale“ Kirchenbesucher wurden lange Zeit auch nach Geschlecht platziert: die Männer auf Bänken, die Frauen auf Stühlen.

### Orgel
Nach unterschiedlichen Quellen wurde entweder 1773 oder 1775 in der Kirche eine erste Orgel installiert. Der Kaufpreis in Höhe von 300 Dukaten wurde aus den königlichen Steuereinnahmen des Ortes finanziert. Über die Jahrhunderte, bei den häufigen Kirchenschäden und schließlich bei dem Kirchenbrand 1950, wurde die Orgel unspielbar. So erwarb die Kirchengemeinde ein neues Instrument, das im Jahr 1952 in der Orgelwerkstatt von Willem van Leeuwen hergestellt worden war. Die Größe und der Prospekt sind dem früheren Instrument nachempfunden. Sie wird vom Wappen des Prinzen Willem V. geschmückt. Hierbei handelt es sich um das Originalteil der ersten Orgel, das beim Brand von 1950 eingelagert gewesen war.
Die Orgel verfügt über mechanische Schleifladen, hat 19 Register auf zwei Manualen und Pedal. Die Disposition lautet wie folgt:
| I Manual C–g3 |       |
| Praestant     | 8′    |
| Roerfluit     | 8′    |
| Spitsgamba    | 8′    |
| Octaaf        | 4′    |
| Fluit         | 4′    |
| Quint         | 2 ⁄3′ |
| Gemshoorn     | 2′    |
| Mixtuur IV–VI | 1 ⁄3′ |
| Trompet       | 8′    |

| II Manual C–g3 |       |
| Holpijp        | 8′    |
| Speelfluit     | 4′    |
| Prestant       | 2′    |
| Nasard         | 1 ⁄3′ |
| Cymbel II      |       |
| Dulciaan       | 8′    |

| Pedal C–f1 |     |
| Subbas     | 16′ |
| Prestant   | 08′ |
| Fagot      | 16′ |
| Schalmey   | 04′ |

- Koppeln: I/III, II/I, II/III

### Klavier
Zu Beginn des 21. Jahrhunderts schenkte eine Einwohnerin des Ortes den Freunden der Willemstad-Koepelkerk-Stiftung den Flügel aus dem Alten Rathaus. Er wird jetzt zusätzlich zur Orgel bei Musikveranstaltungen oder Gottesdiensten gespielt.

## Gemeindeleben und Nutzung der Kirche
Das Pfarrhaus steht in der Hoofstraat, genau gegenüber dem Kirchzugang. Hier wohnt der Pfarrer mit seiner Familie.
Der evangelischen (protestantischen) Gemeinde in Willemstad gehören zwischen 125 und 150 aktive Mitglieder an (Stand 2015), im Jahr 1995 waren es noch rund 500. Die Gemeinde führt regelmäßig Gottesdienste durch. Darüber hinaus gibt es einen Freundeskreis der Kirche, einen Kinderbetreuungsdienst, einen Open-Air-Dienst in der Bastion sowie die regelmäßige Teilnahme an der Veranstaltung WIT (Willemstad in Touch) mit Kaffeetreffs, Diskussions- und Gesprächsrunden. Im Gaard findet auch eine Jugendkirche statt. Die Gemeinde besitzt eine kleine Bibliothek, führt in Kursen spirituelle Malerei durch und unterhält eine kleine Theatergruppe.
Seit 1993 finden in der Kirche auch Konzerte statt, wobei der Taufgarten als Konzertbühne genutzt wird. Besucher der Kirche können einen Koepelkerkwijn („Kuppelkirchenwein“) erwerben.
Im Lauf der Jahrhunderte standen der Gemeinde mehrere Pfarrer vor, einige können hier mit ihren Amtszeiten genannt werden:
- Marten de Moor, 1570–1574 (Katholik)
- Wouter van Laar, seit mindestens 2015[9]

## Die Kirche in Medien
Im Jahr 2012 machte der Schauspieler und Regisseur Jack Wouterse Aufnahmen in dieser Kirche (sowie im gesamten Ort) für einen Lehrfilm über die Geschichte der Provinz Brabant und die Bedeutung der Festungsanlagen.